# Most Świętokrzyski
Die Most Świętokrzyski (dt. Heilig-Kreuz-Brücke) ist die erste einhüftige Schrägseilbrücke in Warschau, errichtet in den Jahren 1998 bis 2000. Sie bildet eine entfernte Verlängerung der Ulica Świętokrzyska und verbindet die zentralen Stadtteile Warschaus an beiden Weichselufern.

## Beschreibung
Die Brücke ist mit dem Viadukt 479 Meter lang, hat zwei Fahrstreifen in jeder Richtung und zwei Streifen für Fußgänger- und Fahrradverkehr. Die Konstruktion der Brücke, aufgehängt an einem 90 Meter hohen Pylon, wird von 48 Stahlseilen getragen. Der Pylon steht auf dem rechtsseitigen Weichselufer. Der Fahrbahnträger ist zusätzlich auf zwei Pfeilern im Weichselboden in der Nähe des linksseitigen Ufers abgestützt. Im Inneren des nördlichen Pylons befindet sich ein Servicelift. Da die Brückenfahrbahn dicht über dem Niveau der bisherigen Weichselboulevards liegt, wurde auf dem linksseitigen Ufer der Straßenverkehr längs des Flusses in einen doppelten Tunnel verlegt, in der Südrichtung 930 Meter lang, in der Nordrichtung 889 Meter lang. Dadurch ist eine gegenverkehrsfreie Kreuzung auf zwei Ebenen entstanden, gleichzeitig aber die Zu- und Abfahrt von der linksseitigen Weichseluferstraße zur Brücke unmöglich gemacht worden. Auf der Decke der Tunnels wurde später das Wissenschaftszentrum Kopernikus errichtet.

## Errichtung
Der Bau wurde von der Baufirma Elektrim mitfinanziert, die auf dem ehemaligen Hafengelände die Errichtung einer Gruppe von Apartmenthäusern plante. Finanzielle Schwierigkeiten führten zur zeitlichen Streckung der Bauarbeiten für die Wohnhäuser, wie auch die Errichtung einer direkten Verbindung bis zur Targowa-Straße im Zentrum des Stadtteils Praga. Linksseitig führt die einzige Zufahrt durch die steile und schmale Tamka-Straße. Die ungenügende Breite der Brückenfahrbahnen und die übermäßige Breite der Seitenstreifen werden kritisiert.

## Errichtung weiterer Weichselbrücken in jüngerer Zeit
In den Jahren 2000 bis 2002 entstand noch eine weitere Schrägseilbrücke in Warschau – die Siekierkowski-Brücke im Süden der Stadt. Eine dritte neue Brücke – die Północny-Brücke (Nordbrücke, offiziell Marie-Curie-Skłodowska-Brücke) – wurde 2009–2012 in traditioneller Balkenkonstruktion errichtet. Ebenso handelt es sich bei der Ende 2020 eröffneten Südbrücke um eine Balkenbrücke.

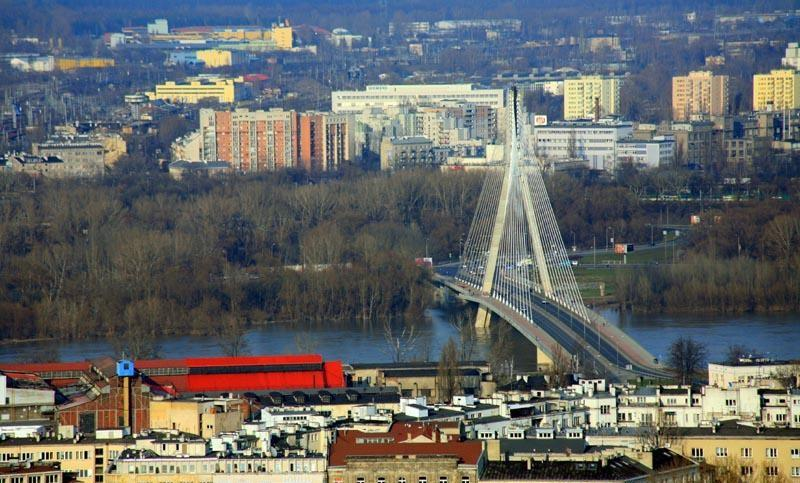
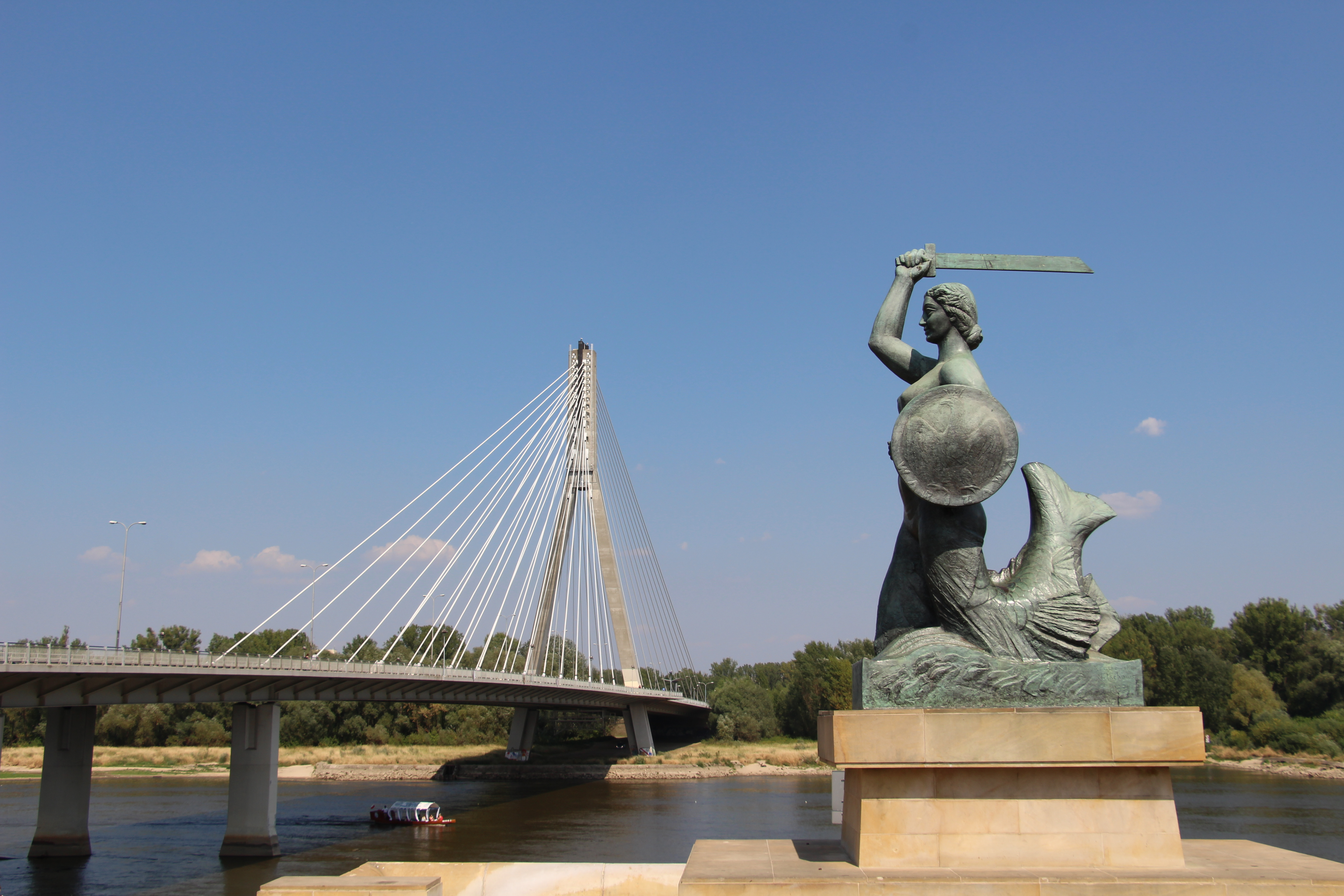
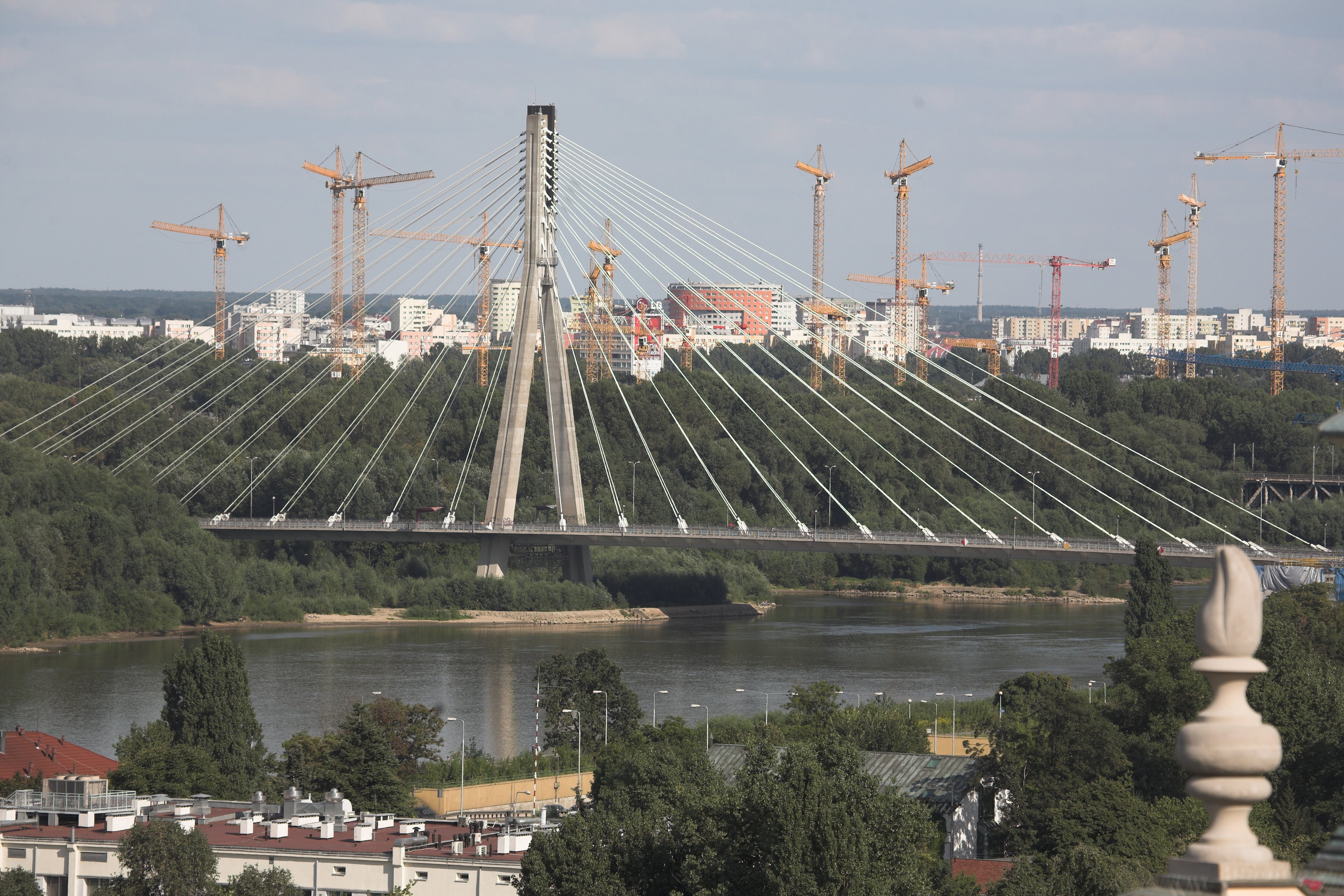
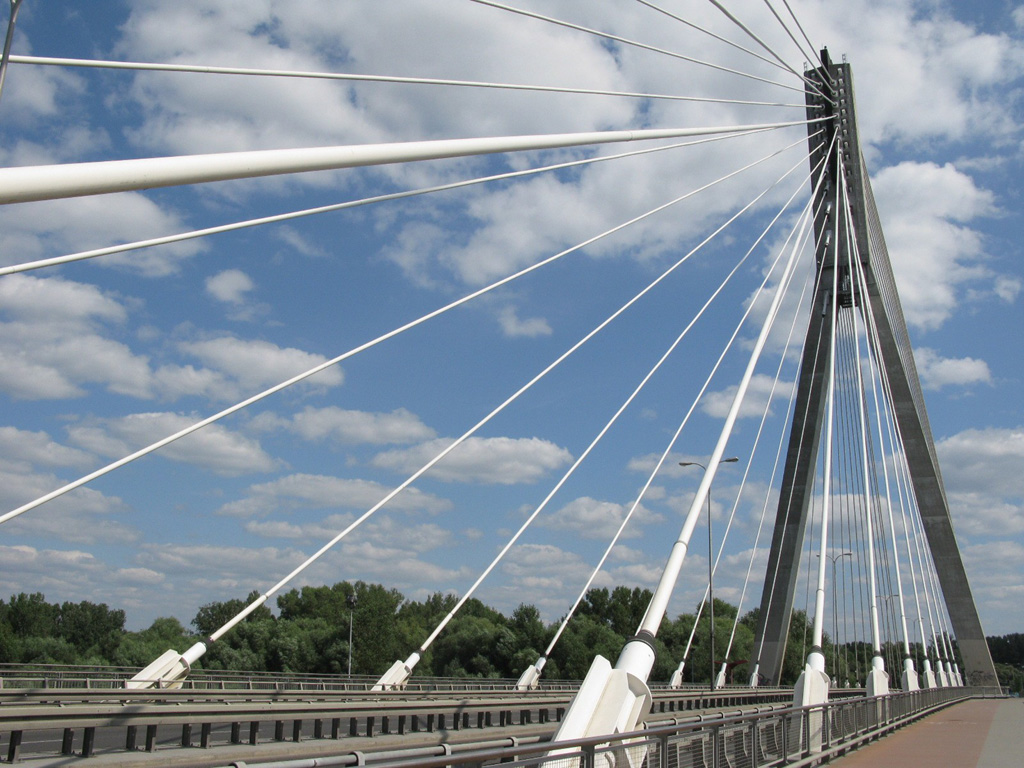